# Jerónimo Francisco de Lima

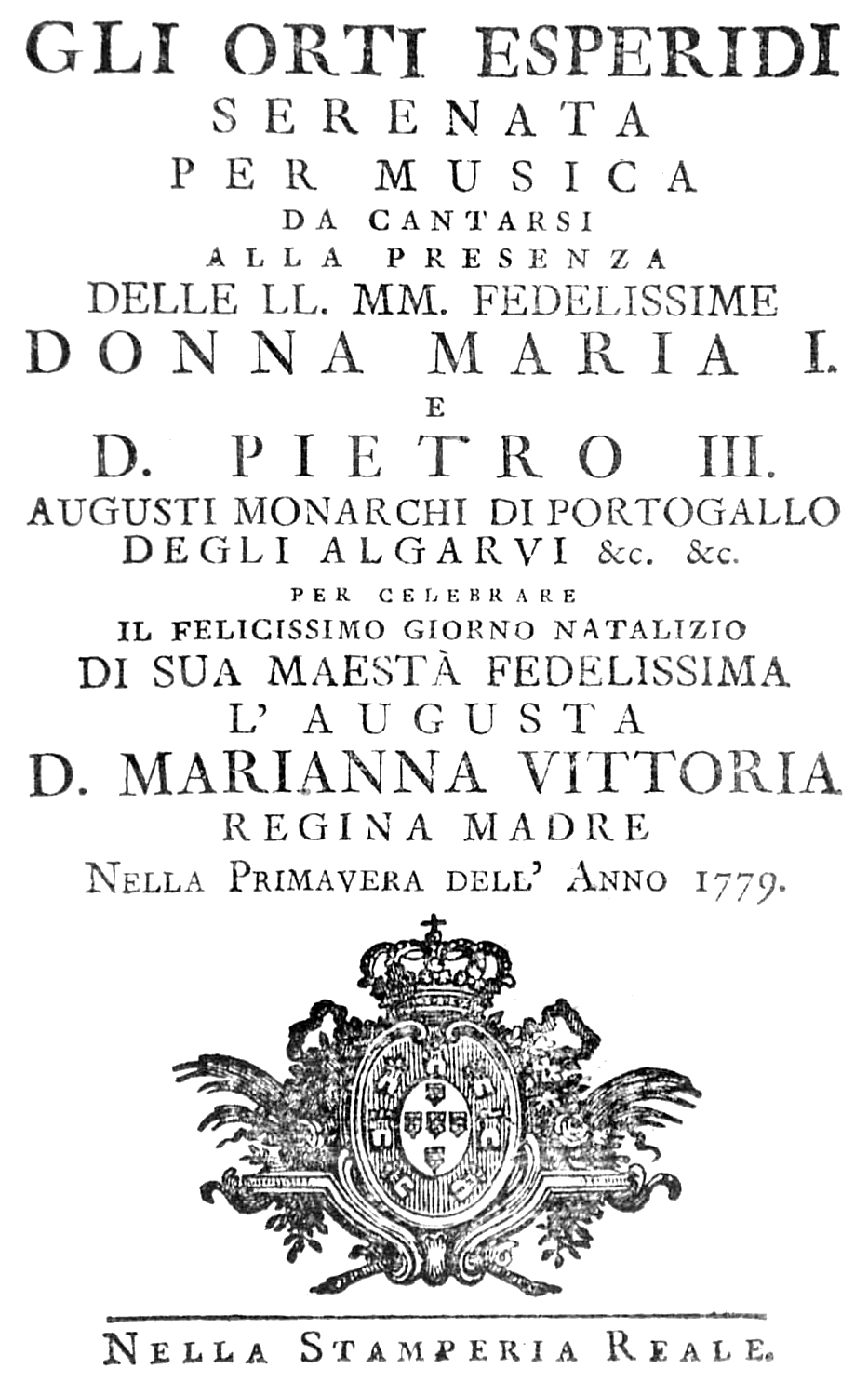
Llibret de l'obra Gli Ortí Esperidi, obra del músic portuguès.

Jerónimo Francisco de Lima (1743 - 1822) fou un compositor portuguès.
Rebé la seva educació musical a Nàpols subvencionat pel govern del rei Josep I (1760), que després l'anomenà professor de l'escola de música del Seminari patriarcal.
Va compondre cinc òperes:
- Lo spirito de contradizione, (1782).
- Teseo, (1783).
- Gli Orti Espetanza, (1779).
- Hercule e Hebe, (1785).
- La vera costanza, (1789).

Representades amb èxit en els teatres reials de Salvatierra, Ajuda i Quelux.
El seu germà Braz Francisco de Lima (Belém, Lisboa, 1742 - [...?], 1813), també estudià a Nàpols a costes del rei i fou professor del Seminari.